# Elisa Rigaudo
Elisa Rigaudo (Cuneo, 17 de juny de 1980) és una atleta italiana, medallista olímpica, especialitzada en marxa atlètica.
L'any 2008 va acudir als Jocs Olímpics de Pequín i hi guanyà la medalla de bronze en els 20 km. La marca assolida en aquesta competició és la que avui dia té com a millor marca personal en 20 km marxa, 1h:27:12.
El 2011 va aconseguir de nou una medalla de bronze, en aquesta ocasió en el Campionat Mundial de Daegu 2011. Inicialment havia obtingut el 4t lloc però l'atleta russa Olga Kanískina, guanyadora de la prova, va ser desqualificada el 24 de març de 2016 pel TAS, acusada de dopatge. La IAAF va anunciar que les medalles serien redistribuïdes en totes les competicions sota el seu control, motiu pel qual Rigaudo va passar del lloc 4t al 3r.
Va participar en els Jocs Olímpics dues vegades més. La primera va ser a Atenes 2004, en els quals va quedar en sisena posició. L'última ocasió va ser en els Jocs de Londres 2012, on va acabar en setè lloc.